# Koderma (huyện)
Huyện Koderma là một huyện thuộc bang Jharkhand, Ấn Độ. Thủ phủ huyện Koderma đóng ở Koderma. Huyện Koderma có diện tích 1312 ki lô mét vuông. Đến thời điểm năm 2001, huyện Koderma có dân số 498683 người.